# Lynda Lyon Block
Lynda Cheryle Lyon Block (8 de febrero de 1948 – 10 de mayo de 2002) fue una mujer convicta estadounidense. Fue ejecutada el 10 de mayo de 2002 por el asesinato del Sargento de la policía de Opelika, Roger Lamar Motley de 38 años.
Fue la última persona electrocutada en Alabama, y la primera mujer ejecutada en el estado desde 1957. Y hasta el momento es la última mujer ejecutada en la silla eléctrica en los Estados Unidos.

## Antecedentes
Lynda Cheryle Lyon nació el 8 de febrero de 1948 en Orlando, Florida, hija de Francis Frank Stephen Lyon y Berylene Elisabeth Owen. Lynda y su hermana Denyce (nacida en 1952) perdieron a su padre cuando ella tenía 10 años, cuando él murió de insuficiencia cardíaca. Lynda y su madre nunca fueron cercanas, y Lynda afirmó que su madre era abusiva física y mentalmente.
En la década de 1980, Lynda Lyon conoció y se casó con un hombre llamado Karl Block, y se establecieron en una apartada casa frente al lago en Orlando, Florida, donde tuvieron un hijo llamado Gordon. Sin embargo, la relación de Lynda con Karl Block era demasiado difícil y la pareja finalmente se separó en 1991.
Su segundo marido, George Everette Sibley Jr. (8 de septiembre de 1942 – 4 de agosto de 2005), afirmó que un rasgo constante de Lynda era la caridad. Mientras vivía en Key West, se desempeñó como Secretaria de la Sociedad Protectora de Animales y también como investigadora de abuso animal. También participó activamente en el trabajo cívico además de su servicio a la Sociedad Protectora de Animales: durante dos años se desempeñó como presidenta de Friends of the Library en Key West y se desempeñó como directora de publicidad de un candidato a alcalde.
Antes del crimen que la llevó a la condena y el traslado al corredor de la muerte de Alabama, Block publicó Liberatis, una revista política. Ella provenía de una posición social tan alta que muchos se sorprendieron al enterarse de su crimen.

## Crimen
El 4 de octubre de 1993, el esposo de derecho consuetudinario de Lyon, George Sibley, y el hijo de nueve años de Lyon estaban en un automóvil estacionado en el estacionamiento de una tienda Walmart en Opelika, Alabama. Un transeúnte expresó su preocupación por el hijo de Lyon al sargento de policía de Opelika, Roger Lamar Motley y le dijo que le parecía que el niño quería ayuda. También creía que la familia podría estar viviendo en el vehículo. En ese momento, Sibley y Lyon estaban huyendo de la ley en Florida después de no comparecer para la sentencia por un cargo de agresión contra el exmarido de Block. Motley encontró el vehículo de Sibley, aparcó detrás y se acercó a él y le pidió la licencia de Sibley.
Según el propio relato de Sibley, le estaba explicando al Sargento Motley su teoría personal de que no estaba obligado a tener una, cuando observó a Motley colocando su mano sobre su arma, Sibley sacó su arma y comenzó a disparar a Motley, quien respondió al fuego, hiriendo a Sibley. Motley se puso a cubierto detrás de su coche patrulla; los testigos declararon que Sibley disparó primero. Block estaba en un teléfono público cuando escuchó los disparos. Ella sacó su arma y los testigos declararon que estaba en una posición agachada cuando disparó. Block afirmó que disparó justo cuando dejó de correr hacia Motley. Cuando Motley se volvió para mirar a Block, Motley recibió un tiro en el pecho. Motley, que le había dado su chaleco antibalas a otro oficial, resultó herido de muerte.
Como parte de un movimiento antigubernamental o "movimiento ciudadano soberano", Block y Sibley habían renunciado a su ciudadanía y destruido sus certificados de nacimiento, licencias de conducir y tarjetas de la Seguridad Social. Se negaron a cooperar con sus abogados designados por el tribunal, sosteniendo que habían actuado en defensa propia. También sostuvieron que Alabama no tenía la autoridad para juzgarlos ya que no fue debidamente readmitido en la Unión después de la guerra civil estadounidense. Aunque no se pudo determinar quién de los dos disparó el tiro fatal, ambos fueron condenados por asesinato capital y condenados a muerte.

## Corredor de la muerte
Block, número de serie institucional de Alabama #Z575, ingresó al corredor de la muerte el 21 de diciembre de 1994. Mientras estaba en el corredor de la muerte, estuvo detenida en la prisión para mujeres Julia Tutwiler en Wetumpka, Alabama.
Durante su tiempo en el corredor de la muerte, Block fue entrevistada por el escritor Tahir Shah, quien incluyó sus reflexiones en su libro Travels With Myself, en el capítulo titulado "Women on Death Row" ("Mujeres en el corredor de la muerte"). En sus respuestas muy sinceras, Block reflexiona sobre el incidente que la condenó a muerte, su reacción al escuchar la sentencia y cómo fue vivir en el corredor de la muerte. Shah también compartió un video en su canal de YouTube, también titulado "Women on Death Row", donde habla de su experiencia al entrevistar a Block en el corredor de la muerte.

## Ejecución

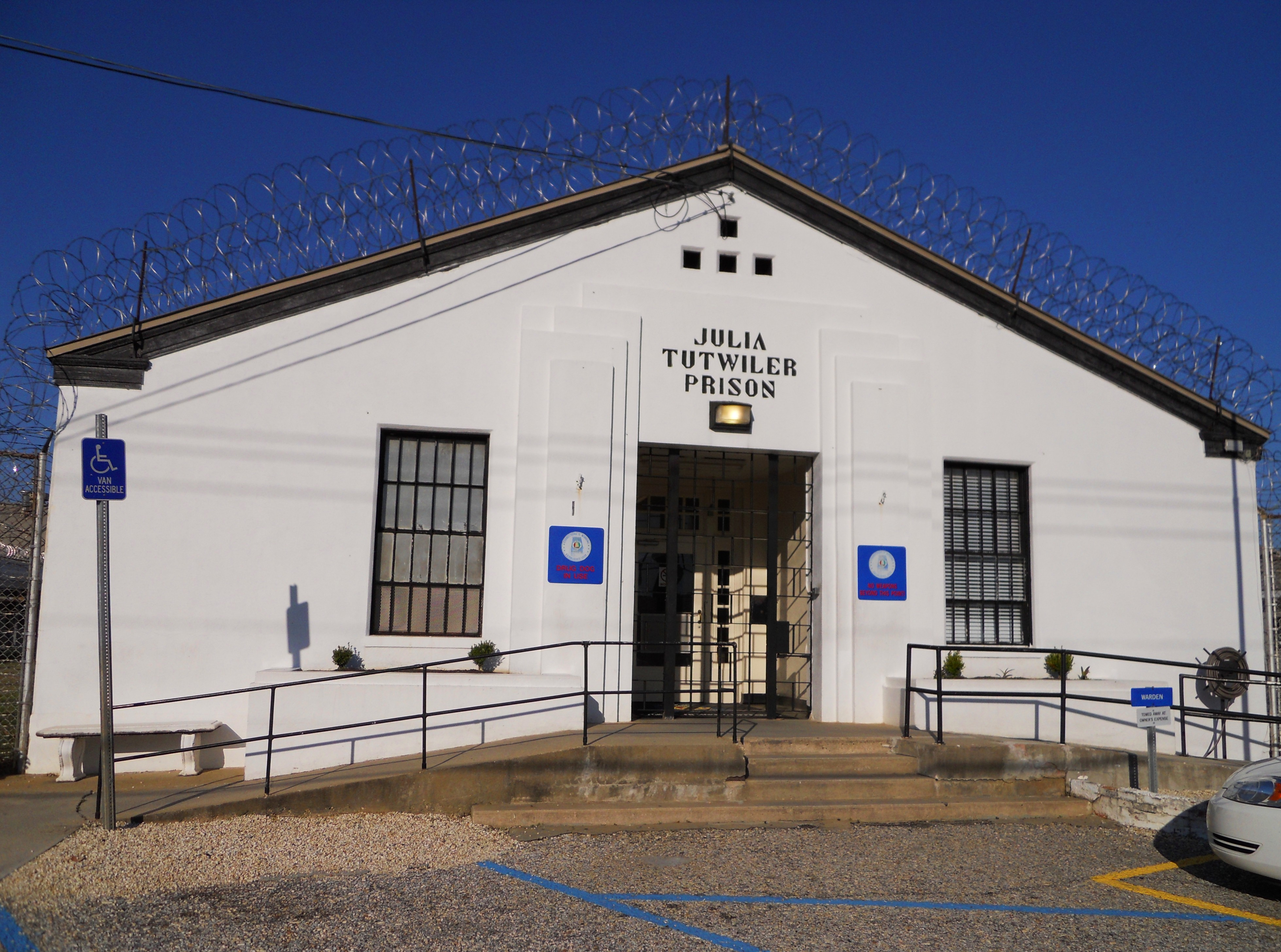
Block fue ejecutada en el corredor de la muerte de la prisión de mujeres Julia Tutwiler

Lynda Lyon Block fue ejecutada el 10 de mayo de 2002. Su ejecución ocurrió en el Centro Correccional Holman cerca de Atmore, Alabama.
Antes de la ejecución, tres amigos visitaron Lyon durante varias horas, también vio a un consejero espiritual. No había pedido una última comida, ni hizo una declaración final. Aproximadamente a las 12:00 de la noche, la colocaron en la silla eléctrica y a las 12:01 a. m. se encendió la corriente. A las 12:10 a. m., fue declarada muerta. Fue la última persona electrocutada en Alabama y la primera mujer ejecutada en el estado desde la ejecución de Rhonda Belle Martin en 1957.
George Sibley presentó una petición escrita a mano pidiendo a la Corte Suprema de Alabama que bloqueara su ejecución, alegando que Lynda había disparado el tiro que mató a Motley. También rechazo la última comida y fue ejecutado el 4 de agosto de 2005 mediante inyección letal.